# Маурич, Антонио
Антонио Маурич (хорв. Antonio Maurić; 4 ноября 2003, Барбан, Пула) — хорватский футболист, опорный полузащитник клуба «Истра 1961».

## Клубная карьера
Воспитанник клуба «Истра 1961». 31 января 2022 года подписал молодёжный контракт. Впервые в заявку попал 28 января 2022 года на матч против «Горицы». Дебютировал 6 марта в игре со сплитским «Хайдуком», заменив на 92-й добавленной минуте Факундо Касереса. Первым результативным действием отметился 20 мая в последней игре сезона, заменив на 87-й минуте Дино Капитановича и отдав пас на гол Диона Белё в ворота «Славена Белупо». 7 июля продлил контракт до 2026 года, а также был переведён в основной состав. Впервые в стартовом состав вышел 17 июля на матч также против «Хайдука». Первый гол забил 11 ноября 2023 года в ворота «Рудеша». 14 декабря подписал первый профессиональный контракт до июля 2027 года.

## Карьера в сборной
В молодёжную сборную впервые был вызван 8 ноября 2023. Дебютировал 16 ноября в товарищеском матче против сборной Словакии, заменив на 62-й минуте своего одноклубника Матео Лисицу. Впервые в стартовом составе вышел 20 ноября в матче отбора к Евро против сборной Беларуси.

## Личная жизнь
Маурич любит танцевать, умеет играть на двух традиционных истрийских музыкальных инструментах: михе и роженице. Занимается в культурно-художественном обществе в родном Барбане, который основал его дед Йосип Бепо Маурич в 1976 году.